# Euzois (biskup Bizancjum)
Euzois – biskup Bizancjum w latach 148–154. 